# Klippfrullania
Klippfrullania (Frullania tamarisci) är en bladmossart som först beskrevs av Carl von Linné, och fick sitt nu gällande namn av Barthélemy Charles Joseph Dumortier. Klippfrullania ingår i släktet frullanior, och familjen Frullaniaceae. Arten är reproducerande i Sverige. Inga underarter finns listade i Catalogue of Life.

## Bildgalleri

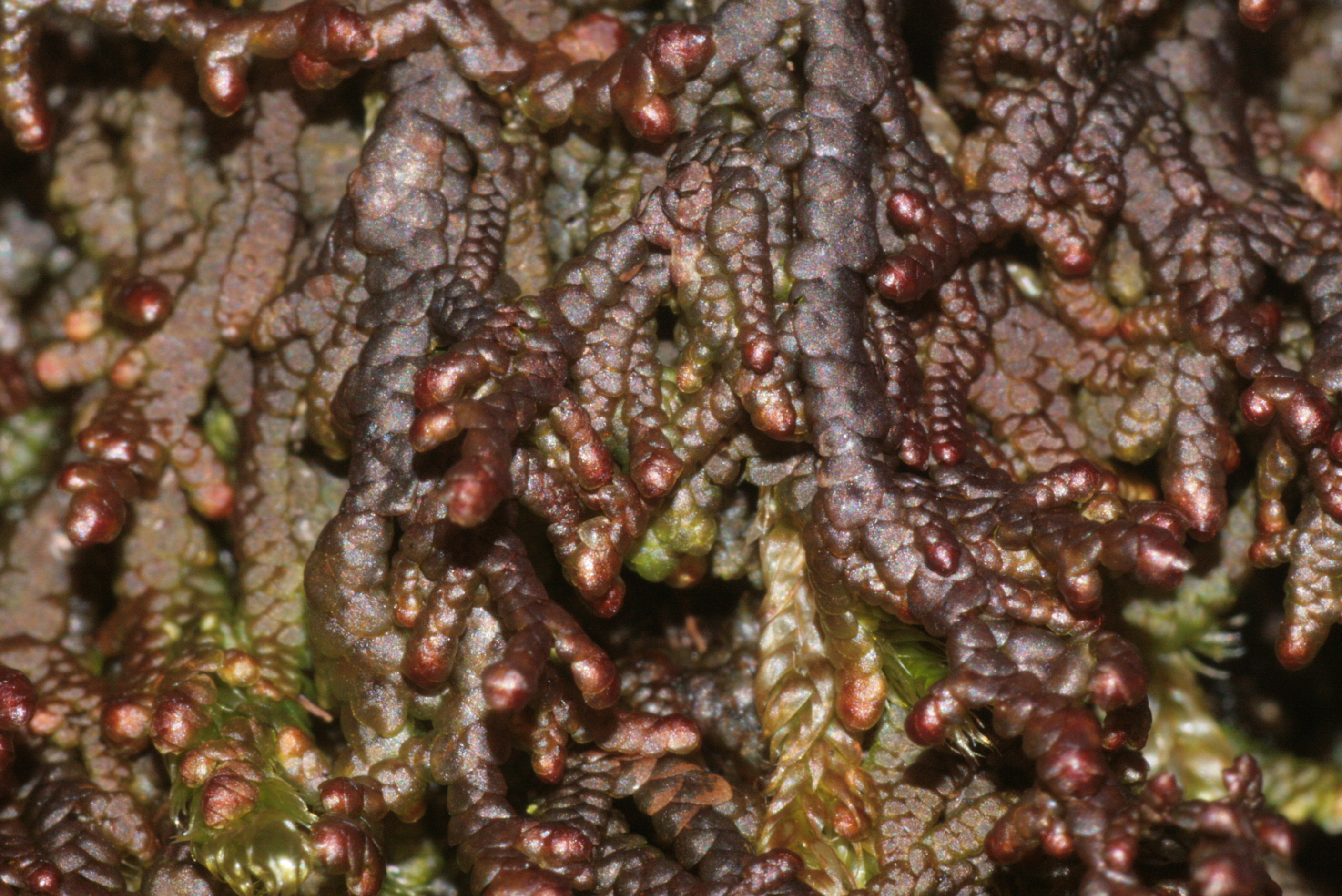
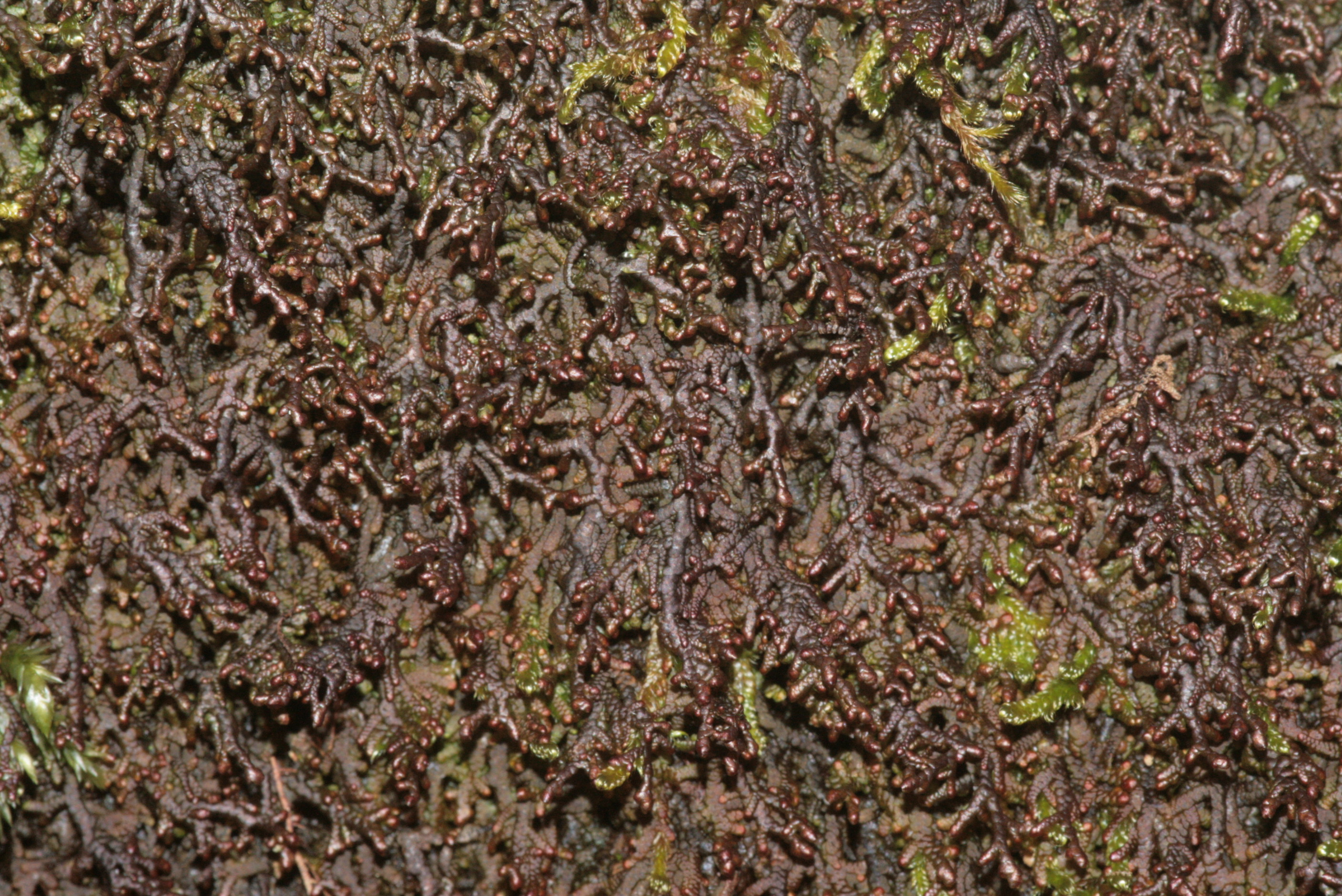
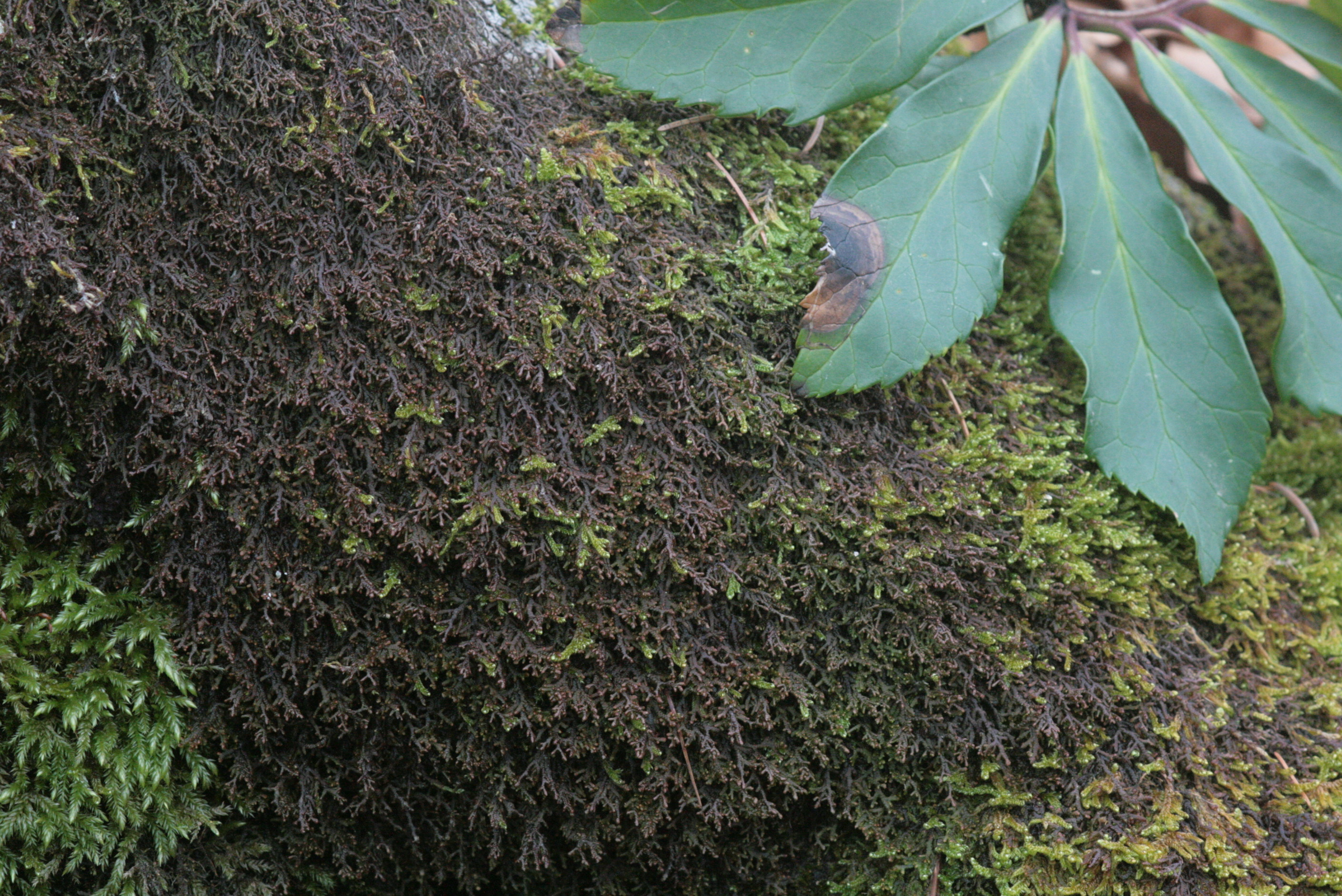
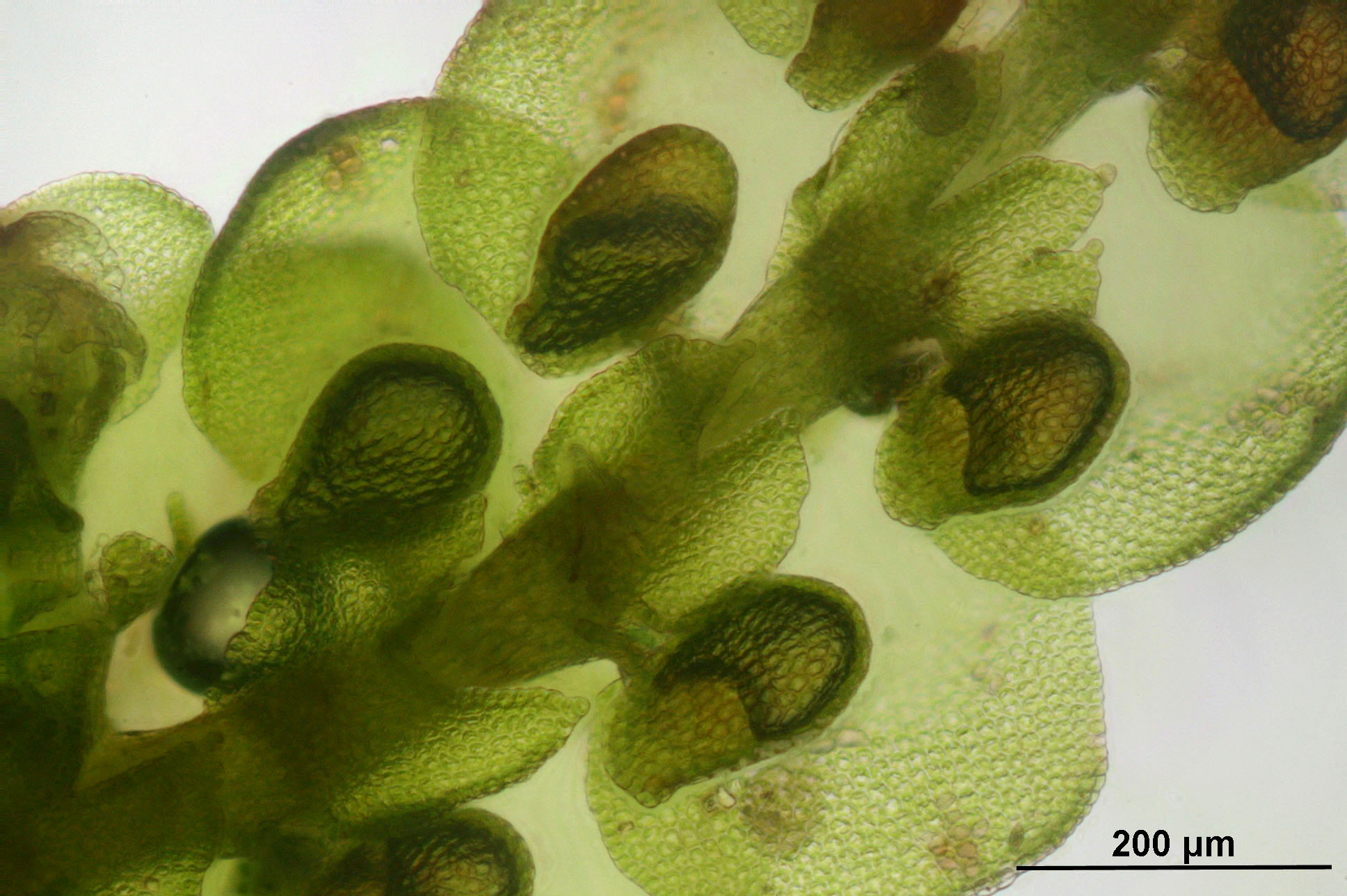